# Депарафінізація
Депарафінізація (лат. parum — мало і affinis — суміжний) (рос. депарафинизация; англ. dewaxing, paraffin removal; нім. Entparaffinieren n, Entparaffinierung f) — процес зменшення вмісту в нафтових фракціях вищих (починаючи з С8) аліфатичних насичених вуглеводнів, переважно нормальної будови. При цьому досягається покращання експлуатаційних властивостей нафтопродуктів (пониження в'язкості і температури застигання).
У нафтовидобуванні шляхом депарафінізації видаляють парафін з труб, установлених у свердловинах, якими піднімається нафта з пласта. Депарафінізацію в такому випадку здійснюють шкребками, хімічними засобами, прогріванням труб електричним струмом, гарячою нафтою або парою.
Для депарафінізації свердловин за допомогою гарячої нафти призначені Агрегати АДПМ. Агрегат змонтований на базі шасі КрАЗ-255Б1А і складається з нагрівача нафти, нагнітального насоса, системи паливо- та повітроподачі до нагрівача, системи КВП та А, технологічних та допоміжних трубопроводів.